# Mar Interior de Seto
La mar Interior de Seto (en japonès 瀬戸内海, Seto Naikai), també coneguda com la mar Interior del Japó o, simplement, la mar Interior, és el mar que separa les illes de Honshū, Shikoku i Kyūshū, tres de les illes principals del Japó. És una important via marítima que connecta l'oceà Pacífic amb la mar del Japó; al seu extrem oriental es troba la badia d'Osaka, centre de la regió industrial de Kansai, amb ciutats tan importants com Osaka i Kobe. Abans de la construcció de la línia de ferrocarril de Sanyō Main Line, era la ruta principal de transport entre Kansai i Kyūshū, a l'extrem sud.
La mar banya les prefectures de Yamaguchi, Hiroshima, Okayama, Hyōgo, Kagawa, Ehime, Fukuoka i Ōita. A banda de les ciutats esmentades de la badia d'Osaka, els ports més importants són els d'Hiroshima, Iwakuni i Matsuyama.
La regió de la mar Interior és coneguda pel seu clima moderat, amb una temperatura estable al llarg de l'any i nivells de precipitació relativament baixos: sovint és anomenada «la terra del bon temps» (晴れの国 hare no kuni). La mar també és famosa per les seves marees roges periòdiques (赤潮 akashio), causades per agrupacions molt denses de certa classe de fitoplàncton que provoquen la mort de grans quantitats de peixos.

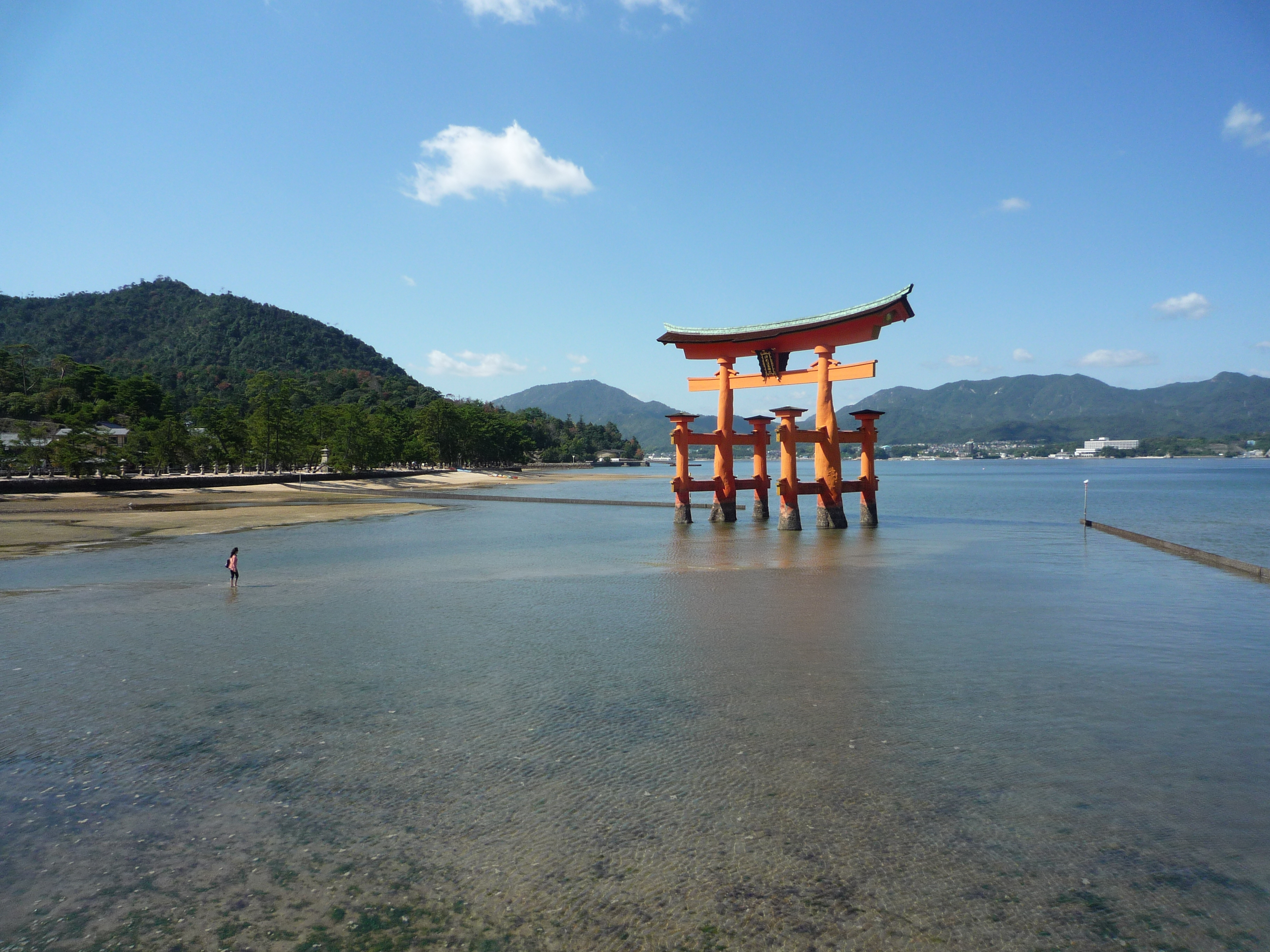
El torii del temple d'Itsukushima, una de les principals destinacions turístiques de la mar Interior de Seto

Des de la dècada del 1980, les costes nord i sud es troben connectades per tres trams del projecte del Pont Honshū-Shikoku, que inclouen el Gran Pont de Seto, que permet el trànsit de ferrocarrils i d'automòbils.

## Geografia
La mar fa uns 450 km de llargada d'est a oest. L'amplada de nord a sud varia dels 15 als 55 km. En molts llocs, les aigües són relativament planes: la profunditat mitjana és de 37,3 m, mentre que la màxima fondària arriba als 105 m.
L'estret de Naruto connecta la part oriental de la mar amb el canal de Kii, que alhora va a parar al Pacífic. La part occidental connecta amb la mar del Japó a través de l'estret de Kanmon i amb el Pacific a través del canal de Bungo.
Dins la mar Interior hi ha unes 3.000 illes i illots, les més grans de les quals són Awajishima (592,17 km²) i Shōdoshima (153,30 km²), totes dues a la part oriental. La major part de les més petites estan deshabitades.